# AT-AT

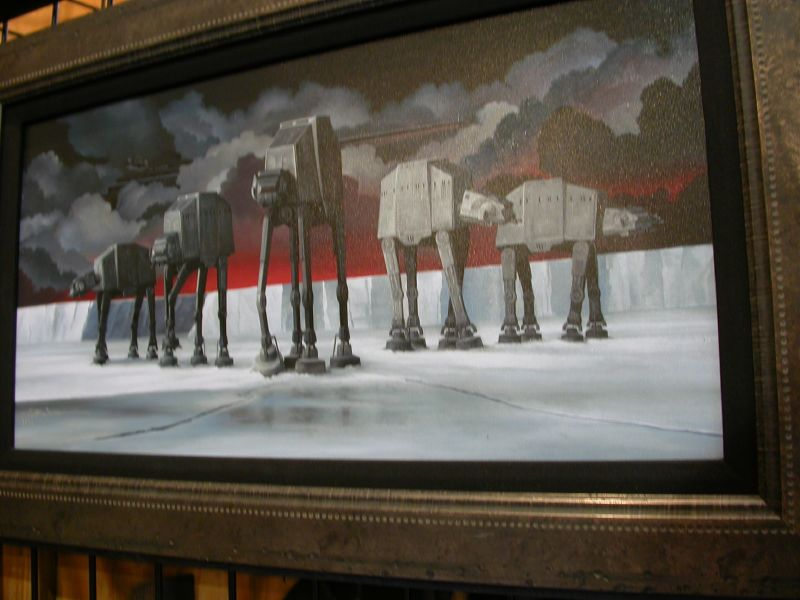
AT-ATを描いた絵画

AT-ATは、映画『スター・ウォーズ エピソード5/帝国の逆襲』、『スター・ウォーズ エピソード6/ジェダイの帰還』、『スター・ウォーズ/フォースの覚醒』『スター・ウォーズ/最後のジェダイ』に登場する架空の兵器の名前である。訳作によっては「AT-AT スノーウォーカー」とされている場合もある。

## 概要

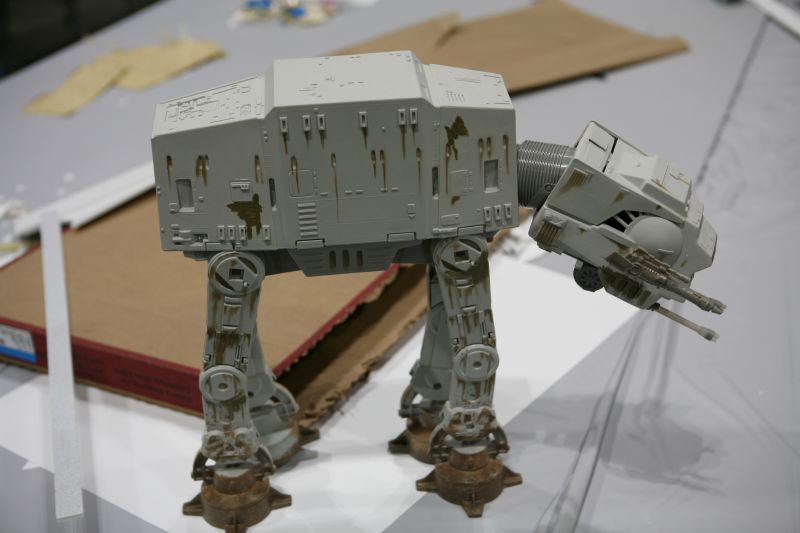
模型

帝国軍地上部隊の主力兵器。AT-ATとは（All Terrain Armored Transport 全地形対応装甲トランスポート）の頭文字である。現実で言えば主力戦車と装甲兵員輸送車に相当する兵器であり、敵地上部隊の排除と自軍歩兵部隊の輸送という役割を担っている。4本の足で地上を歩行し、顎部の“連動式 重レーザー砲 (2門）”と、こめかみ部の“連動式 中型連射ブラスター砲（2門）”の強力な兵器を搭載している。
本機の前級はAT-TE、及びクローン・ターボタンク（巨大装輪装甲車、AT-TEに大型タイヤを搭載した原始的な車両）。どちらも攻撃力と量産性のバランスに優れた兵器であったが、パルパティーン皇帝がより攻撃的、圧倒的な新兵器を要求したため急遽AT-ATが開発され、それに伴いAT-TEは退役している。
非常に堅固な防御力を誇り、その正面装甲は歩兵のブラスターから小型戦闘機のレーザー砲、地上砲台からの砲撃すら全く受け付けない。そのため反乱軍はこの「怪物」を撃破するために、「比較的に防御が薄い首の関節部分を狙って、集中攻撃を浴びせる」、「長い脚をケーブルで絡め取り、転倒させる」、｢脚首の関節部分を集中攻撃する｣などの高度な戦術を強いられる。また、このうち少なくとも脚首関節に関しては帝国軍側も弱点として認識しており、ホスの戦いでは帝国軍から反乱軍に寝返った元パイロットのセイン・キレルス中尉の操縦するノースピーダーからの砲撃で脚首のボルトを脱落させされ、撃破されている。
本機の構造は、動力部とスノー・トルーパー専用兵員室（キャビン）、スピーダー・バイク専用格納庫などを完備した本体、本体正面に可動式の通路で連結されているコクピット・砲塔部分、4基ある長大な脚部から構成され、いずれも強靱な装甲で防御されている。脚で歩行する生物的なスタイルから、便宜上コクピット部分が「頭」、コクピットと本体を繋ぐ可動式通路が「首」と呼称されている。

兵装はコクピット下部に主砲である“連動式 重レーザー砲 (2門)”と、コクピットの両側面に“連動式 中型連射ブラスター砲(2門)”を装備する他、巨体を支える4本の脚自体が地上の建造物に対する物理的な攻撃手段になりうる。脚以外ではコクピットのある頭部のみが上下左右に稼働し、砲塔の役割を担っている。トルーパーの降下方法には、脚を折り畳んでキャビンを地上から3m程度まで下降させてスロープを利用する方法と、直立状態の本機からロープで懸垂下降する方法の二通りがある。後者はウォーカーを歩行させたまま行える利点があるものの、一度に投入できるトルーパーが少数であることから主に緊急時のみに限定され、通常は前者の方式を採用している。
非常に強力な兵器である一方で、敵に対する心理的な効果を狙って機体を大型化したため、長い脚からくる高重心が災いしてバランスが非常に悪く、劇中では反乱軍が使用するスノースピーダーのケーブルで足を絡められて、前のめりに転倒させられるシーンがある。もっとも4本の長い脚は、短い6本脚を昆虫のように動かしていた前級をはるかに凌ぐほどの高速歩行を可能とし、不気味な外観は期待通り、敵に対する威圧効果も高い。背の高さから、戦場における秘匿性はないに等しかったが、遠方からあらゆる攻撃を跳ね返しながら、地響きを立てて巨体が前進する様は、敵軍を恐怖の底に叩き込む。士気･錬度の高い同盟軍はともかく、辺境の反乱制圧の際には本機を見ただけで敵が逃げ出した例もある。また、機体のバランサーの能力は比較的高く、外部からの攻撃以外で転倒することは、通常まずありえない。
あまりに巨大なため、本体の方向転換は極めて鈍重で小回りがきかず、また防御を優先して窓はコクピット正面の隙間のみとしたため、視界も非常に悪いが、コックピットには可視距離の長い高性能のスコープが設置されている。接近戦は考慮されておらず、専ら中・遠距離での戦闘に勝利することを求められた兵器である。

## 作中での活躍
ホスの戦いでは、帝国軍のマキシミリアン・ヴィアーズ将軍率いる"ブリザード・フォース"がスノートルーパー部隊を乗せてAT-ATの攻撃部隊を率い、反乱同盟軍に大きな打撃を与える。前述のように、反乱軍の兵士が操縦するスノースピーダーが射出したケーブルを脚に巻き付けられてしまい、転倒したところに、操縦室と乗員室を繋ぐ脆弱な首に集中攻撃を受けて破壊される。またルーク・スカイウォーカーはライトセーバーで下部ハッチを破壊し、機内に“サーマル・デトネーター”という手榴弾（放射能を出さない超小型熱核爆弾、種類によって異なるが爆破範囲5m - 100m）を投擲して破壊している。また、前述のキレルス中尉は、自身の操縦するスノースピーダーの砲手に脚首を集中攻撃させ、その部分のボルトを外して撃破している。
劇中では描かれていないが、被弾した反乱軍のスピーダーがヴィアーズ将軍の搭乗するAT-ATの操縦室に突入し、将軍が負傷したという設定がある。しかし、ホスの戦いにおいて破壊されたのは、これら3ないし4機のみであり、AT-ATは反乱軍に壊滅的な打撃を与え、ホス基地の迅速な陥落に大きく貢献したと言える。
惑星エンドアの月は全地表が鬱蒼とした広大な森林地帯に覆われており、巨大で鈍重なAT‐ATは戦闘には適さず、ごく少数のみ配備された機体が主に人員や物資などの輸送任務に使用され、劇中では本機がダース・ベイダーの元へ投降してきたルークを連行した。なお、エンドアの戦いでは森林戦で活躍したAT-ST（後述）の部隊が特に有名である。
『スター・ウォーズ/フォースの覚醒』において、主人公のレイが“砂漠の惑星ジャクー”で戦争で大破したAT-ATの残骸を我が家にしていたほか、『ローグ・ワン/スター・ウォーズ・ストーリー』では、通常のAT-ATより大型で胴体の部分が建築資材や武器の運搬に特化した“AT-ACT”が登場した。また、『スターウォーズ/最後のジェダイ』では、ファースト・オーダーによって近代化改装を施されたAT-ATがAT-M6ウォーカーと共にクレイトの戦いで配備された。

## 備考
初期案では10輪の装甲車でイメージ・スケッチが描かれており、『ジョージ・ルーカスの大博物館』（秦新二編著、文藝春秋）53ページに掲載されている。
また、ノルウェー軍から本物の戦車を借りてデコレーションする方向でデザインが進められたが、フィル・ティペットらによるストップモーションで撮影される事が決まり、以前にシド・ミードが鉄鋼会社のパンプレットに描いていた4本脚のトラックをモチーフにしたデザインが起こされた。
動きは動物園のゾウを撮影したフィルムを参考にしている。このゾウは『スター・ウォーズ エピソード4/新たなる希望』でヤクに似た毛むくじゃらの4足動物バンサを演じている。